# Музичке паралеле
Музичке паралеле је албум групе Ортодокс Келтс који је снимила заједно са групом Пачамама (Pachamama), која изводи традиционалну боливијску музику.